# Skipper (traghetto)
Lo Skipper era un traghetto, appartenuto con questo nome dal 1987 al 2005 dapprima alla TR.I.S. e poi alla EneRmaR. Fu costruito nel 1960 con il nome di Hälsingborg come traghetto ferroviario per la compagnia danese DSB.

## Caratteristiche
Costruito per il trasporto di carrozze ferroviarie sulla breve rotta Helsingør (Danimarca) - Helsingborg (Svezia), lo Hälsingborg era un traghetto bidirezionale, che non presentava quindi una prua e una poppa definite ma due estremità pressoché identiche, in modo da semplificare le manovre di ormeggio in porto e velocizzare l'imbarco e lo sbarco dei mezzi. Lungo quasi 81 metri e largo circa 13, lo Hälsingborg aveva una stazza lorda di 1 047 tonnellate e poteva trasportare 640 passeggeri. Sul ponte principale era presente un binario sul quale potevano essere posizionate fino a otto carrozze ferroviarie; in alternativa il traghetto poteva trasportare 55 autovetture. La nave aveva un impianto di propulsione Diesel elettrico, con due motori elettrici alimentati da nove motori Diesel Frichs, ed era dotata di un'elica e un timone a ciascuna estremità.
Nel 1987, all'arrivo in Italia, furono montati due portelloni a prua e poppa e fu eliminato il binario presente nel garage; nel 1996 il sistema propulsivo Diesel-elettrico fu sostituito con uno tradizionale Diesel. Per il resto la nave rimase pressoché immutata nei 45 anni di servizio complessivi.

## Servizio
Lo Hälsingborg fu varato il 21 gennaio 1960 nei cantieri navali di Svendborg. La cerimonia ufficiale si era svolta il giorno prima, ma il varo stesso fu posticipato di un giorno per via della bassa marea. Consegnato il 10 giugno 1960 alle Ferrovie dello Stato danesi (DSB), entrò in servizio il 18 dello stesso mese tra Helsingør e Helsingborg. Rimase stabilmente su questa rotta per i ventisette anni successivi, con l'eccezione di alcuni periodi in sostituzione di altre navi nei collegamenti tra i piccoli centri di Fynshav e Bøjden (situato sull'isola di Fionia) e tra Århus e Kalundborg.
Nel giugno 1987 il traghetto fu posto in disarmo nel porto di Helsingborg e messo in vendita, venendo acquistato, sei mesi più tardi, dall'armatore napoletano Nicola Parascandolo. Quest'ultimo, dopo averlo rinominato Skipper, lo utilizzò per effettuare collegamenti tra Pozzuoli e Procida, spostandolo poi sulla rotta Portovesme - Carloforte e, a partire dal 1989, sulla linea Palau - La Maddalena. Rimase su quest'ultima linea anche quando Parascandolo, verso la fine del 1990, costituì la TR.I.S., della quale divenne la prima nave della flotta. Tra il 1998 e il 1999 fu noleggiato alla Diano Shipping per essere impiegato fra Villa San Giovanni e Messina; in seguito tornò sulla Palau - La Maddalena, venendo acquistato, dopo il fallimento della TR.I.S. nel settembre 2002, dalla EneRmaR di Genova.
Nell'agosto del 2004 lo Skipper fu posto in disarmo a Genova, per poi essere venduto per la demolizione in Turchia nell'ottobre del 2005, arrivando ad Aliağa il 20 dicembre.

## Origine del nome
Originariamente la nave prendeva il nome dalla città svedese di Helsingborg. L'uso della ä al posto della e era dovuto al fatto che all'epoca del varo (più precisamente dal 1912 al 1970) la grafia del nome della città fu mutata in Hälsingborg, in seguito alla riforma ortografica avvenuta in Svezia nel 1906.